# ホエン・ユア・ルッキング・ライク・ザット
ホエン・ユア・ルッキング・ライク・ザット（When You're Looking Like That）はアイルランド出身の男性グループ、ウエストライフの10枚目のシングル曲。オーストラリア、南西アジアとヨーロッパの一部の国のみの限定で発売された。
日本・イギリスなどは、次作11枚目シングル「クイーン・オブ・マイ・ハート (Queen of My Heart)」のB面に収められ発売された為、日本盤は制作されていない。また日本ではその代わりにオーストラリア盤(輸入盤)が一部CD店舗で出廻っていた。
アルバム収録では彼らの2作目のアルバム『コースト・トゥ・コースト』(2000 Remix)バージョンが、ベストアルバム『ザ・グレイテスト・ヒッツ～アンブレイカブル～』(Asian Edition)に(Single Remix)が収録されている。

## トラック・リスト
- CD maxi single[1]

1. "When You're Looking Like That" (Single Remix) – 3:52
2. "Con Lo Bien Que Te Ves" (Single Remix) (Spanish lyrics: Rudy Pérez) – 3:52
3. "Don't Get Me Wrong" (Jake, Anders von Hofsten) – 3:43
4. "I'll Be There" (Berry Gordy, Hal Davis, Willie Hutch, Bob West) – 3:54
5. "When You're Looking Like That" (Music video) – 4:00

- CD single[2]

1. "When You're Looking Like That" (Single Remix) – 3:52
2. "Don't Get Me Wrong" – 3:43